# Castell de Frigiliana
El castell de Frigiliana o de Lízar és un castell en ruïnes situat al turó de la Sabina, en la localitat malaguenya de Frigiliana (Espanya). Queden les restes dels fonaments, un mur i part de la rampa d'accés.
Es tracta d'un castell d'origen àrab construït entre els segles IX i XI. Després que Granada fos conquerida pels Reis Catòlics en 1485, a Frigiliana es van concentrar els rebels de la zona de Màlaga i Granada. Després de la batalla del Peñón de Frigiliana en la revolta morisca en les Alpujarras, la fortalesa va ser destruïda en 1569 per ordre del Comendador Major de Castella, Lluís de Requesens i Zúñiga, qui havia conquistat el castell i la ciutat. Part dels carreus del castell es van usar per construir el palau dels Manrique de Lara.
Tenia una superfície aproximada de 4000 m2 i subministrament d'aigua gràcies a una séquia alimentada per un aqüeducte.
Compta amb la protecció de la Declaració genèrica del Decret del 22 d'abril de 1949, i la Llei 16/1985 sobre el Patrimoni Històric Espanyol.